# Gibraltarska Socjalistyczna Partia Pracy
Gibraltarska Socjalistyczna Partia Pracy (ang. GSLP – Gibraltar Socialist Labour Party) (GSPP) – gibraltarska centrolewicowa partia polityczna, założona w 1978 roku. Jest najstarszą aktywną partią polityczną na Gibraltarze. Jej korzenie oparte są na ruchu związkowym, założyciel i były lider Joe Bossano był działaczem Związku Zawodowego Pracowników Transportu (Transport and General Workers' Union). Od 2011 roku liderem jest Fabian Picardo.